# ASF-X 震電II
ASF-X/F-3 震電II（英: ASF-X/F-3 Shinden II）は、バンダイナムコゲームス（後のバンダイナムコエンターテインメント）のPlayStation 3/Xbox 360用フライトシューティングゲーム『ACE COMBAT ASSAULT HORIZON』、同PlayStation 3専用『ACE COMBAT INFINITY』、PlayStation 4 /Xbox One/Windows（Steam）用『ACE COMBAT 7 SKIES UNKNOWN』、小説「エースコンバット イカロス・イン・ザ・スカイ」、書籍「エースコンバット アサルト・ホライゾン マスターファイル ASF-X 震電II」に登場する架空の軍用機。本稿では「アサルトホライゾン」の世界観に登場する「F-3」も扱う。

## 概要
ASF-Xは現実世界を元にした世界観の『エースコンバット アサルト・ホライゾン』において、近未来の自衛隊が運用する機体という設定で本編のストーリーとは関連性のないDLC用の追加機体として制作された機体である。河森正治がメカニックデザインを担当しており、このことは公式ウェブサイトなどでゲーム発売前から大きくアピールされた。また、外部の著名デザイナーの起用は、エースコンバットシリーズ国内第11作目にして初めてのこととなっている。
2011年10月に発刊された電撃ホビーマガジン12月号に『エースコンバット・ショート・ストーリー Scene 00 「エンカウンター・バトル」』が掲載され、これに大幅な書き下ろしが加えられた小説『エースコンバット イカロス・イン・ザ・スカイ』ではASF-Xの試験に携わる自衛隊の共同試験評価隊の物語が描かれている。作中世界内で執筆された書籍という体裁のASF-Xの研究本『エースコンバット アサルト・ホライゾン マスターファイル ASF-X 震電II』ではASF-X、およびASF-Xを発展させた制式機であるF-3の構造や配備状況などの設定が書かれている。
現実世界とストレンジリアル世界を融合させた世界観の『エースコンバット インフィニティ』では自衛隊や国連軍が運用する機体という設定で登場した。
ストレンジリアル世界を舞台とした作品の『エースコンバット7』では「25th Anniversary DLC Original Aircraft Series」のひとつとしてDLC配信され、プレイヤーが使用可能となった。

## 共通する構造
世界観ごとに設定に差異があるものの、外観やコックピット内装には共通性が見られる。

### 機体構造
主翼は前進翼で前縁フラップと後縁フラッペロンで構成されており、翼端は下方向へ折り畳める動翼となっている。全遊動式のカナードを備え、尾翼は可変機構により垂直尾翼と水平尾翼を兼ねる一風変わった翼構成となっている。コンピューター制御によって速度域に応じて最適な翼形状に変化し、高い運動性と機動性を獲得している。エアインテークは胴体両側面と機体上部の計3ヶ所に設けられている。エンジンを縦に2列配置する双発機で、パドル式の推力偏向ノズルを持つ。
カナードや前進翼の存在からステルス性に不向きな構造でありながら、ある程度のステルス性を備えることに成功している。
コックピットにはHUDと3枚の多機能ディスプレイを備えている。

### 武装
胴体両側面の計4ヶ所にウェポンベイを備える。また、翼下には計6ヶ所にハードポイントを持つ。固定兵装として胴体左側に機関砲を備えている。

## エースコンバット アサルト・ホライゾン
ASF-X/F-3 震電II
- 用途：戦闘機
- 製造者：大河重工
- 運用者:
  -  日本（航空自衛隊、海上自衛隊）
  -  イギリス（イギリス海軍）
- 初飛行：2013年8月
- 生産数：287機
- 運用開始：2019年

### 概要
ASF-Xは「Advanced Support Fighter-X」という計画に基づいて開発された実証試験機である。機体名称は計画名の頭文字から「ASF-X」としており、愛称は「震電II」としている。ASF-Xはあくまで実証試験機であり、後にF-3戦闘機に発展して量産化されている。
自衛隊では洋上艦迎撃機を伝統的に支援戦闘機と呼んでおり、本機の計画名も支援戦闘機を意味する「Support Fighter」という表記が見られるが、後に戦闘機のマルチロール化が進んだことで単に「戦闘機」と呼称されるようになっている。

### 開発経緯
開発の発端となったのは「2002年同時多発領空侵犯事件」である。これは2002年5月23日14時頃、2機の国籍不明機が太平洋側から日本領空に侵入し、北海道と九州の政令指定都市上空を高度約300mという低空で超音速飛行し日本海側へと抜けた事件である。自衛隊や在日米軍のレーダーはこれを捉えることができず、発進地点も着陸地点も分からなかったことから、日米両政府に衝撃を与えた。前年には米国でアメリカ同時多発テロ事件が発生しており、今度の事件もあって日本において国防は強く関心を引くものとなった。以降も領空侵犯は増加傾向にあり、日本では防衛予算の増額と米軍の東アジア方面軍の増強が図られた。
大河重工は2002年同時多発領空侵犯事件を受けて憂慮していた企業で、社長の佐々川憲一は独断で戦闘機の開発を命じていた。2003年5月には戦闘機開発計画が始まり、同年8月には基礎設計が進められた。この戦闘機開発計画は開発チームに震電の設計に携わった者の子孫がいたため「震電II計画」と呼ばれており、2004年8月には機体名を正式に「震電II」と命名している。この時点での震電II計画は防衛庁との契約に基づいたものではなく、定期的に双方で意見交換はされていたものの、あくまで大河重工が独自に進めている計画に過ぎなかった。
当初、震電IIは通常の滑走路での運用を前提とした通常離着陸機（CTOL型）として設計が進められていた。しかし2003年10月、英国のEJ社とRR社に超音速機用エンジンの開発を打診すると、英国から短距離離陸垂直着陸機（STOVL型）の開発を要望された。英国ではModel/GR/FA.2の退役が迫っており、後継機として配備予定だったModel-35は開発遅延が目に見え始めていたためである。この時の大河重工はSTOVL型の開発には設計変更が必要となるため開発に否定的であった。
2008年秋、F-4EJ/EJ改の後継機を選定する次期F-Xに内定していたModel-22が米国議会の反発によって輸出禁止になり、採用できない可能性が高くなった。これを受けて2009年2月に防衛省と大河重工の間で会合が開かれた。防衛省は、次期F-XはModel-22の代打としてModel-35が選定される見込みではあるが、当のModel-35は開発に遅延が生じており、F-4EJ/EJ改の退役時期とModel-35の配備時期にずれが生じるため、名目上は穴埋めという形で大河の戦闘機を採用したいという考えを示した。それに加えて、戦闘飛行隊をいくつか増やしたいものの、航空基地は様々な問題を抱えているため、ひゅうが型護衛艦を軽空母に改装して戦闘飛行隊の移動基地にしたいと述べ、そのためには軽空母で運用可能なSTOVL型の戦闘機が必要であるとした。Model-35BはSTOVL型ではあるものの、先行きが不透明で米軍でも配備は相当先になる見込みであった。こうした事情を聞いた大河重工は、最終的には防衛省の意向を汲む形でSTOVL型の開発を決定した。2010年5月、大河重工と防衛省の間で10年以内に国産戦闘機を実戦配備し、護衛艦整備計画と連動しつつ計画を進めることで合意した。
2011年5月、震電IIのモックアップの公開と共にASF-Xの概要が発表された。開発には防衛省も参加し、F-4EJ/EJ改の後継機としてのF-Xとはまた別の配備計画として少数が採用されるとし、社内呼称は震電IIで、採用された際にはF-3のコードナンバーが与えられることが発表された。
2012年6月には荷重試験用のASF-X-0（0号機）がロールアウトし試験が進められた。同年8月、英国政府は海軍向けにF-3のSTOVL型を60機発注することを決定した。2013年5月にはCTOL型のASF-X-01（1号機）がロールアウトし、同年8月に横須賀飛行場で初飛行した。2014年2月に防衛省に引き渡され、技術研究本部の統合装備研究所航空機技術研究部に臨時試験評価隊が編成され同年3月から1号機の試験が進められた。2015年9月にはSTOVL型のASF-X-02（2号機）がロールアウトした。この頃には海上自衛隊でも戦闘機を運用する要員を養成するため航空自衛隊に人員を出向させており、一部の飛行隊では海上自衛隊からの出向者が戦闘機パイロットとしての訓練を受けていた。2016年1月、臨時試験評価隊に海上自衛隊からの出向者も加わったため、部隊名を共同試験評価隊に改称している。同年6月に2号機、同年7月から8月にかけてASF-X-03（3号機）とASF-X-04（4号機）が防衛省に引き渡された。同年10月に全規模開発機（FSD）であるF-3FSD(C)、同年12月にF-3FSD(V)の生産が始まった。2017年5月にF-3FSD(C)が完成し、2018年1月に防衛省に納入され、同年3月にはF-3FSD(V)も納入され、それぞれ飛行開発実験団で試験が始まった。約1年をかけてFSD機は厳冬の千歳基地から夏の那覇基地など日本各地で環境テストを実施し、長距離フェリーのため一部の機体は米国本土に渡った。2019年4月にF-3A、同年5月にはF-3Bが防衛省に引き渡されはじめ、評価試験や術科用教材、乗員養成に利用された。2020年末までに航空自衛隊と海上自衛隊にそれぞれ約一個飛行隊分のF-3が納入された。
2021年9月から英国に向けてF-3Cの輸出が始まった。同年10月に勃発した西アフリカ内戦にて日英両国による英国人救助作戦でF-3Cが戦果を上げると、英国空軍もF-3に興味を示した。英国空軍はF-3Aを研究目的で2機発注し、納入は2025年を予定している。

### 特徴

#### 外形
ASF-Xは基本的に上述の「共通する構造」の通りである。ただしCTOL型とSTOVL型に分かれており、たびたび改修も施されているため時期によって差異がある。
F-3は全体的にASF-Xよりも小型に設計されており、翼下ハードポイントの数はASF-Xの6ヶ所から4ヶ所に減っている。
F-3の主翼はA型とB型ともに共通して25％の翼弦位置で約28度の前進角を持つ。F-3は空戦機動を重視した戦闘機であり、コンピューターで安定性を確保する運動能力向上機（CCV）として設計が進められ、大河重工は静安定性をゼロに近付けるために前進翼を採用したとしている。主翼の素材はほとんどが炭素繊維強化プラスチック（CFRP）製で、2本の翼桁にはチタン合金が使われる。内翼には主脚が収められ、B型の場合は垂直着陸用のロールポストが内蔵される。外翼は翼端から1.5mのところでヒンジによって下方に最大45度まで折り曲げることが可能で、垂直着陸時やCCVモードで使用される。
主翼は主に動翼部分がASF-Xから大きく変更されており、前縁はすべてフラップで、後縁のうち内弦がフラップで外弦がエルロンである。翼端の動翼にはエルロンが追加されCCVモード時には直接揚力制御（DLC）や横力の発生に使われる。カナードは水平尾翼の役割も果たし、ピッチ制御やDLCの補助を担う。チタン合金製のフレームにCFRP製の外板を貼っており、バードストライクへの対策としている。内部フレームはEF社から技術供与を受けている。尾翼は水平尾翼と垂直尾翼を兼ねるもので、水平方向を基準に-45度から120度までの範囲に可動する。後縁は動翼となっており、尾翼が垂直方向ではラダー、水平方向ではエレベーターとして機能するラダベーターである。DLCや直接横力制御（DSC）の補助に加えて、高速飛行時の方向安定性の強化に寄与している。CFRP製フレームにCFRP製の外板を貼っている。尾翼は角度によって用途が異なり、-45度から-30度ではCCVモードや垂直着陸時、45度では通常巡行、90度では通常スーパークルーズ、120度ではステルススーパークルーズ（SSC）となる。スーパークルーズ時は主翼翼端を下げて主翼面積を減らし空気抵抗を減らす。ASF-Xでは翼端部にエルロンがなくヨーイング安定性が下がるため、尾翼の角度を変えて調整する。
CCVモードは主翼の翼端を折り曲げ、各所の動翼を動かすことで、機動性の向上や機体姿勢に高い自由度を持たせられる形態である。これにより、直進飛行しつつ機首を左右に振ったり、ピッチアップせずに高度を上げるといったことが可能となる。米軍と実施したDACTでは機首の向きと進行方向が一致するという相手の思い込みを逆手に取り、Model-22を相手に圧勝している。CCVモードでは各部の動翼が常に動き続けるため、長時間続けると動翼作動用のアクチュエーターなどに熱が溜まってしまう。コンピューターの計算も煩雑になりオーバーロードしやすくなるため、連続使用は15分に制限されている。
胴体のうち内部フレームはほとんどがCFRPとアルミ合金だが、胴体を突き抜ける主翼周辺部分は高強度チタン合金である。外板は93％までがカーボン系繊維強化プラスチックおよびCFRPで残りはチタン合金である。レドームは電波を透過するガラス繊維強化プラスチックである。キャノピーは厚さ21mmでアクリル樹脂とポリカーボネートのサンドイッチ構造からなる。エアインテークリップはノコギリ状で形成されており、これはレーダー反射方向を変える効果に加えて反射波の減衰も期待できる。エアインテークの機首側には胴体側面からコブのようなものを出すダイバータレス超音速インレット（DSI）が備わっており、ステルス性に寄与している。
当初、ASF-XではF-3C用にカタパルトロンチバー（CLB）がテストされていた。また、日本でも航空護衛艦にカタパルトの搭載が検討されていたため、F-3A/Bでも第3ロットまでCLBが搭載されている。第4ロット以降ではCLBは廃されA型はシングルタイヤ、B型はダブルタイヤとなる。第3ロットまでの機体も順次換装される予定となっている。

#### エンジン
ASF-XとF-3ともに、CTOL型はEJ社のEJ2020ターボファンエンジンを2基搭載し、STOVL型はRR社のF144およびF145ターボファンエンジンを1基ずつ搭載する。これら3種類のエンジンは基本的に同じもので、EJ2020をベースに小規模な改造を施したのがF144とF145である。F144はEJ2020のケースをザイロン系繊維強化プラスチックや金属セラミック複合強化剤によって軽量化したもので、F145はこれに加えて圧縮部後方にリフト用エアの排出口とロールポスト用エアの抽出口を追加したものである。
EJ2020はEJ200の発展型で、大きさをほぼ変えずに推力を向上させており、ドライ時に78.2kN、リヒート時に102kNの推力を発生させる。低圧3段、高圧6段の圧縮機を持ち、圧縮比は30、バイパス比は0.44と公称している。エンジン後部は耐熱金属や金属セラミック複合強化剤を使用し、タービン出口温度を上げて推力を増強させている。エンジン後方にパドル式の推力偏向ノズルが取り付けられており、可動範囲はCTOL型が上下25度、左右5度で、STOVL型は上25度、下95度、左右5度となる。両者の違いはリミッターの有無にあり、STOVL型ではリミッターが解除されているため、下へ大きく可動できる。
設計当初、エンジンは一般的な左右配列にする予定だったが、STOVL型の開発が決まったことで方向性の修正を迫られた。エンジンをより高性能なものに変えて単発機にする案も出たが、海上自衛隊が安全上の理由で双発機にこだわったため上下配列という形になった。上下配列によりエンジンの排気口を重心位置から左右に分散できるようになった。上部エンジンのため追加された上部エアインテークによって、垂直着陸時に酸素が薄い排気を吸い込む危険性が減っている。また、上下配列によって胴体幅が狭まり、ひゅうが改の中央エレベーターに収められるようになった。しかし整備性は決して良いとは言えず、通常の列線整備は1飛行時間当たりA型は20マンアワー、B型で28マンアワーが必要とされる。大河重工は専用の移動式架台を用意しており、上下エンジンの取り外しに要する時間を削減させており、1基当たり30分で取り外し可能としている。

#### センサー
ASF-Xは空力特性の試験を目的としていたため当初センサー類は最小限に留まっていたが、後に各種装備品のテストベッドとして運用するため、レーダーや光学センサーが増設されていった。また、2号機では最初からFCSが搭載されており、1号機も改修されてFCSが搭載された。
F-3は機首にAPG-2多機能火器管制フェーズドアレイレーダーを搭載している。APG-2はF-2に搭載されているAPG-1を英国が持ち寄ったCAPTORシリーズの技術でアップデートしたものである。英国の強い要望により受動式赤外線追尾装置としてPIRATEが装備されており、普段は機体下面に収納し必要に応じて展開する。機体の11ヶ所には日本製の赤外線合成開口システム（IR-SAS）が備えられており、機体の全周を隙間なく撮影し映像として捉え、コンピューターで統合しヘルメットのバイザーに映し出すシステムとなっている。バイザーを通せばパイロットは機体の真下を見ることも可能である。

#### ステルス性
ステルス性に関しては高位の機密事項であり、断片的にしか公表されていない。ステルス性はModel-35ほどではないものの、ある程度のステルス性があるとされている。F-3は専守防衛という見地から敵機や敵地を目視外から攻撃することを目的としておらず、「ステルス機に対抗するためのステルス」という位置付けになっている。
機体表面には技術研究本部と日本のとある企業とが共同開発した電波吸収塗料が塗られている。前進翼に関しては詳しくは分かっていないが、大河重工は「古典的な手法で電波の反射率を抑えている」と述べている。また、尾翼のV字型形態もステルス性に寄与しているとされる。各センサー類も内蔵式にしており、武装もウェポンベイに収めている。また、ASF-XからF-3の変更点としてカナードの取り付け角を0度に変更している。キャノピーは金を含有した対電波コーティングが施されており、コックピット内のパイロットやシートからの電波反射波が外に逃げないようにしている。

### 派生機

#### ASF-X
ASF-Xは量産予定であったF-3と比較して、外観は似通っているものの一回り大きく作られている。F-3とは設計から異なり、コックピットや内蔵機器以外の主要構造材の共通性はほとんどない。
全部で4機が製造されており、それぞれ1～4号機と呼ばれている。ASF-X-01はCTOL型として製造され、後にF-3Bの開発実証のためSTOVL型へと改修されており、4年半に渡るテストで1200ソーティを超える飛行を実施している。ASF-X-02はSTOVL型として製造された。ASF-X-03とASF-X-04の製造直後の離着陸機能は不明であり、その後それぞれ一度改修を受けている。ASF-X-04は垂直着陸のテストを実施しており、垂直着陸時のエンジン出力低下の問題点を洗い出し、その過程で上部エアインテークが上方向に持ち上がるように改修されている。最終的に4機はCTOL型が2機、STOVL型が2機という編成になっている。当初は技術研究本部の共同試験評価隊で運用されていたが、後に飛行開発実験団へと引き渡されている。F-3の製造が始まってからは新装備のテストベッドとして運用されている。

#### F-3
ASF-Xの制式採用型。全体的に各部の設計が改められており、航空護衛艦に多数が搭載できるサイズにまで小型化されている。翼構成はほぼASF-Xと同様だが、動翼部はフラップとエルロンに分割されている。固定機関砲も胴体左側から右側に移動しており、ASF-Xには機関砲口のステルス性を保つ為の蓋が取り付けられていたが、F-3ではそれが無くなっているなどの違いがある。
F-3A
航空自衛隊が運用するCTOL方式のモデル。最高速度や航続距離の面において3タイプの中でポテンシャルが最も高い。塗装は主にF-2同様の洋上迷彩が施される。
F-3B
海上自衛隊が運用するSTOVL方式のモデル。航空護衛艦の艦載機として運用する事を前提にしている為、最高速度や航続距離などが比較的低く抑えられているのが特徴。塗装は主に上面が青、下面が白で構成された航空迷彩が施されている。
下側のエンジンは、搭載位置を機体前方にずらしてあり、垂直離着陸時は機体腹部前方のダクトファンと中央の排気ノズルを開き、推力偏向によって機体を持ち上げる。エアインテークの機体側面の2箇所が下部エンジン用、背面の1箇所が上部エンジン用であるが、垂直離着陸時には排気温度の低減のため、上部エアインテークの吸気を下部エンジンの排気に合成している。通常飛行時に使用する機体後部の排気ノズルは、上下2枚と上下エンジンの中間に1枚の計3枚のパドルを用いた垂直方向に稼動する2次元推力偏向ノズルとなっている。
F-3C
F-3の英国運用型。英国運用型は、CTOL型もSTOVL型も全てC型に分類される。
英国海軍ではSTOVL型を運用しており、英国空軍はCTOL型を運用予定である。これらを区別するため運用する軍種の頭文字から、英国海軍（Royal Navy）の機体を「F-3C-RN」、英国空軍（Royal Air Force）の機体を「F-3C-RAF」とする表記が見られる。英国では震電IIを字義通り英訳した「Magnificent Lightning II」と呼んでおり、海軍では「Sea Magnificent Lightning II FA.1」、空軍では「同FG.1」と呼ばれる。ライトニングという名称はModel-35と被ってしまい、将来的にModel-35が導入された際には末尾の記号に変更がなされる可能性がある。

### 武装
固定武装
- M61A1

ミサイル
- AAM-7
- AAM-3
- AAM-4/4B
- AAM-5/5B
- AIM-9X
- AIM-120D
- XASM-4
- ASM-1C
- ASM-2/2B/2B+
- ASM-3/3B

その他
- GBU-31JDAM
- JLAU-3/A
- RL-4
- ALFIRE[注 2]

### 諸元
| ASF-XおよびF-3A/B/C | ASF-XおよびF-3A/B/C                        | ASF-XおよびF-3A/B/C                        | ASF-XおよびF-3A/B/C                        | ASF-XおよびF-3A/B/C                        |
|                     | ASF-X （CTOL型）                           | ASF-X （STOVL型）                          | F-3A                                       | F-3B F-3C（F-3C-RN）                       |
| ------------------- | ------------------------------------------ | ------------------------------------------ | ------------------------------------------ | ------------------------------------------ |
| 乗員                | 1名                                        | 1名                                        | 1名                                        | 1名                                        |
| 全長                | 19.5m                                      | 19.5m                                      | 17.6m                                      | 17.6m                                      |
| 全幅                | 14.0m                                      | 14.0m                                      | 13.04m                                     | 13.04m                                     |
| 全高                | 3.56m（ギア含まず）                        | 3.56m（ギア含まず）                        | 3.43m                                      | 3.43m                                      |
| 翼面積              | 54.2m2                                     | 54.2m2                                     | 48.23m2                                    | 48.23m2                                    |
| 空虚重量            | 15,300kg                                   | 16,800kg                                   | 13,300kg                                   | 14,800kg                                   |
| 機内燃料重量        | 2,500kg                                    | 2,500kg                                    | 1,700kg                                    | 1,700kg                                    |
| 最大離陸重量        | 31,200kg                                   | 33,000kg                                   | 28,900kg                                   | 31,000kg                                   |
| エンジン            | EJ2020×2                                   | F144×1 F145×1                              | EJ2020×2                                   | F144×1 F145×1                              |
| 推力                | ドライ時78.2kN×2 リヒート時102kN×2         | ドライ時78.2kN×2 リヒート時102kN×2         | ドライ時78.2kN×2 リヒート時102kN×2         | ドライ時78.2kN×2 リヒート時102kN×2         |
| 最大速度            | M1.6（推定）                               | M1.4（推定）                               | M1.8（推定）                               | M1.6（推定）                               |
| 巡航速度            | M1.2（推定）                               | M1.0（推定）                               | M1.2（推定）                               | M1.1（推定）                               |
| 航続距離            | 800km（機内燃料のみ） 1,200km+（増槽つき） | 720km（機内燃料のみ） 1,000km+（増槽つき） | 720km（機内燃料のみ） 1,100km+（増槽つき） | 680km（機内燃料のみ） 1,000km+（増槽つき） |
| 実用上昇限度        | 19,500m（63,976ft）                        | 19,000m（62,336ft）                        | 19,800m（64,960ft）                        | 19,000m（62,336ft）                        |

### 作中の扱い
エースコンバット アサルト・ホライゾン
DLC第2弾としてASF-Xが2011年10月26日から配信が開始された。
カラーリングは3種類あり、カラー1が日本の国籍マークが施されたグレーボディ、カラー2が同じく日本の国籍マークが施された青いボディ、カラー3はナガセカラーとなる。
ナガセカラーは黒色のボディにオレンジ色のラインが施されている。これは実験的に塗布されたステルス塗料と補強材のマスキングをナガセが気に入り、これを基にメカニックが再現したものである。尾翼にはナガセが過去に所属していた第19飛行隊「エイセス」のエンブレムが施されている。主翼にはエースコンバットシリーズの開発チームであるPROJECT ACESのマークが描かれている。
エースコンバット イカロス・イン・ザ・スカイ
ASF-Xが主役機として登場し、共同試験評価隊の元でF-3の開発に必要な問題点を洗い出すため様々な試験を担う。本作ではASF-Xの1号機と2号機が登場するが、パイロットたちからはそれぞれ「ゼロワン」と「ゼロツー」と呼ばれている。主にナガセ・ケイとアサノ・ワタルの搭乗機となる。

### 関連メカニック
TFJ-01 ゴールドスター
「マスターファイル」に登場する、大河重工が震電IIに先立って開発した双発のビジネスジェット。機体構成に前進翼とカナードを配している事が大きな特徴。速度はマッハ0.92を誇り、アメリカ同時多発テロ事件以降低迷していた航空業界においてベストセラー機となった。
ひゅうが改
「マスターファイル」に登場する、海上自衛隊の護衛艦「ひゅうが」を震電IIの発着艦研究・練習艦用途として改修が施されたSTOVL空母。改修点としては飛行甲板を可能な限り延長し、震電IIの発着艦にも耐えられるよう耐熱処理を施している。また、後部エレベータを撤去、代わりに舷側エレベータを設置している。
のと型DDV
「マスターファイル」に登場する、海上自衛隊の新型護衛艦。当初はひゅうが型の発展拡大型として設計されていたが、世界情勢の変化に伴い設計を大幅に変更、STOVL空母として完成した。全長250m、全幅46m、艦橋部は前部艦橋と後部艦橋に分かれており、イギリスのデューク・オブ・エジンバラ級航空母艦に酷似した艦容となっている。
ネームシップである「のと」の他、同型艦として「とさ」「あわ」の建造予算も承認されている。
しらはえ型DDA
「マスターファイル」に登場する、DDVの専属護衛艦として建造された高速型DDA（英語名：Arsenal Destroyer）。アーセナル（火薬庫）の名の通り甲板上に大量のVLSを装備している。自衛隊が高速補給艦として運用している「N-Rera」「N-World」と同じICT社との共同設計によって完成したウェーブ・ピアシング型カタマラン。
40ノット（時速約72km）という高速巡航能力を活かし、DDVに接近する敵勢力の"露払い"の役目を担う。1番艦の名前である「しらはえ（白南風）」とは梅雨の後に吹く強い南風を表す季節用語。
潜水型DDA
「マスターファイル」に登場する、しらはえ型に遅れて建造が進められているDDA。潜水型とあるが潜水艦のように完全に海面下に潜るわけではなく、喫水線が著しく低い艦船といった構造。船体の大半が海面下にある関係上、主に敵の潜水艦など海中の脅威に対処する。反面、艦橋が低く設置されることから単独でのレーダー探知能力には限界があり、指揮管制艦でもあるDDVの管制によって武器発射の制御が行われる。
りょうかみ型護衛艦
「マスターファイル」に登場する、海上自衛隊の新型イージス護衛艦。就役は2018年3月。高いステルス性能を持ち、"首都防空戦"の際には三陸沖に展開し、敵勢力の撃退に従事した。
ネームシップである「りょうかみ」の名は両神山に由来する。
Q-X（クオックス）
「イカロス・イン・ザ・スカイ」に登場する、飛行開発実験団が開発していたステルス無人機。当初は無人偵察機として計画された機体であるが、フェーズドアレイレーダーを搭載しており、開発当初より空対空ミサイルによる武装が想定されている。翼長が長く主翼の中ほどが折れ曲がる可変翼を備えており、その外観は非常に過激ともグロテスクとも言われているが、設計自体は手堅く既存のものを組み合わせたものであるため、低コストかつ短期間での量産が可能となっている。
震電IIと同時期に開発が進められており、都合三次にわたって試作されたが、そのうち一次試験機は過剰な運動性能と未完成の制御システムで全機事故で喪失する結果に終わった。一次試作機の教訓に立って開発された二次試作機は安定した自立飛行技術を備えていたものの、遠隔操縦システムの限界のために戦闘能力は低く、F-2との模擬戦では機体性能では勝っているにもかかわらず惨敗する結果となった。その後の三次試作機では設計自体は二次試作機を踏襲しつつ、改良によって機体性能と量産性を向上させ、思考と補助入力による半自動操縦システムを搭載することによって、戦闘能力を大幅に向上させている。なお、開発には非公式ながら"ステイツ"も協力しており、新型GPS衛星と国際宇宙ステーション「ISS-II」を利用した衛星ネットワークを"ステイツ"から提供されている。
このように無人機としては高い能力を持つことから、"共和国"に機体を狙われる事となった。
後に、『インフィニティ』において本機をモチーフにした「MQ-90 クオックス」が登場しているが、これは「イカロス・イン・ザ・スカイ」の著者である山本平次郎が設定考証に参加した事により実現したという旨が公式ツイッターで語られている。

## エースコンバット インフィニティ

### 概要
自衛隊によって運用されている最新鋭の支援戦闘機。一部の国連軍も使用している。
国連軍では特殊な環境下での作戦遂行のためその地域に最適化された機体を活用すべきとの考え方から、各地に配置した特殊飛行隊に対して装備品の選定や運用に一定の裁量権を与えている。日本に本拠地を置くリッジバックス隊では護衛艦と連携した遠隔地での運用のため、海上自衛隊で試験が進められていた4機のSTOVL型ASF-Xを採用し改修を施した上で運用している。

### 作中での扱い
キャンペーンモードでは国連軍第19特殊飛行隊「リッジバックス隊」の運用機として登場する。群青色のカラーリングに胴体背部を一本の白線が貫くように描かれているため、他部隊からは「一本線（Single Lines）」というあだ名で呼ばれている。
2014年8月からプレイヤー用として「ASF-X -Shinden II-」が実装され、その後「ASF-X -Ridgebacks-」、「ASF-X -Happy New Year-」、「ASF-X -Nagase-」、「ASF-X -Experimental-」が実装された。

## ストレンジリアル

### 概要
様々な状況を想定して開発された支援戦闘機。
特徴的な機体形状は速度域に応じてコンピューター制御で最適な翼構成を形成するようになっている。2基の小型大推力エンジンにより高い加速性を得ると共に、推力偏向ノズルや前進翼による高機動性と、翼を制御するプログラムによって低速域での安定した運動性を持つ。

### 運用
2020年6月30日にオーシアのレッドミル空軍基地で開催されたベルカ戦争終結25周年記念式典において、IUNに所属する5機のASF-Xが参加している。

### 作中での扱い
『エースコンバット7』において2020年10月28日より配信された「25th Anniversary DLC Original Aircraft Series」の一部として公開された。本作で初めて空母からの発艦シーンが追加され、作中のミッションによっては友軍空母からカタパルトで発艦が可能である。
カラーリングは8種類から選択可能で、灰色を基調としたオーシアスキン、青を基調とした洋上迷彩仕様のエルジアスキン、「マスターファイル」において技術研究本部で運用されたF-3FSD仕様のスペシャルスキン、オーシアスキンをベースにトリガーの各部隊所属時仕様のメイジスキン、スペアスキン、ストライダースキン、「アサルト・ホライゾン」に登場したナガセカラーを再現したナガセスキン、「インフィニティ」に登場したリッジバックス隊を再現したリッジバックススキンからなる。

## その他の登場作品
『マッハストーム』ではプレイヤー機のCFA-44が空母から発艦する際に、ASF-Xが空母上に駐機している様子が見られる。
『太鼓の達人 Vバージョン』ではゲストキャラクターとしてASF-Xが登場する。

## デザイン
デザインを担当した河森正治は、F-35ではVTOL用のリフトファンが通常時はデッドウェイトになるため、ASF-Xではエンジンを上下に重ねた上で前後に配置をずらすことで、2つのエンジンの合成推力が機体の重心を通るようにし、デッドウェイトの減少を試みたと述べている。